# Ingvar
Ingvar  è un nome proprio di persona danese, svedese e norvegese maschile.

## Varianti
- Norvegese: Yngvar[1]

### Varianti in altre lingue
- Islandese: Yngvar, Ingvar
- Latino: Inguarus
- Norreno: Yngvarr[1]
- Polacco: Ingwar
- Tedesco: Ingvar, Ingwar

## Origine e diffusione
Continua il nome norreno Yngvarr, composto dal nome del dio Yngvi combinato con arr ("guerriero"), e può quindi essere interpretato come "guerriero di Yngvi". Il primo elemento si ritrova anche nei nomi Ingolf, Ingeborg, Ingemar, Ingegerd, Ingunn e Ingrid, il secondo in Runar, Hjalmar, Gunnar, Alvaro e Ivar.
Il nome slavo Igor è un derivato di Ingvar.

## Onomastico
Nessun santo porta il nome Ingvar, che quindi è adespota; l'onomastico si può festeggiare il 1º novembre, festa di Ognissanti, oppure il 5 giugno in onore di sant'Igor, monaco e martire a Kiev, il cui nome è derivato da questo

## Persone

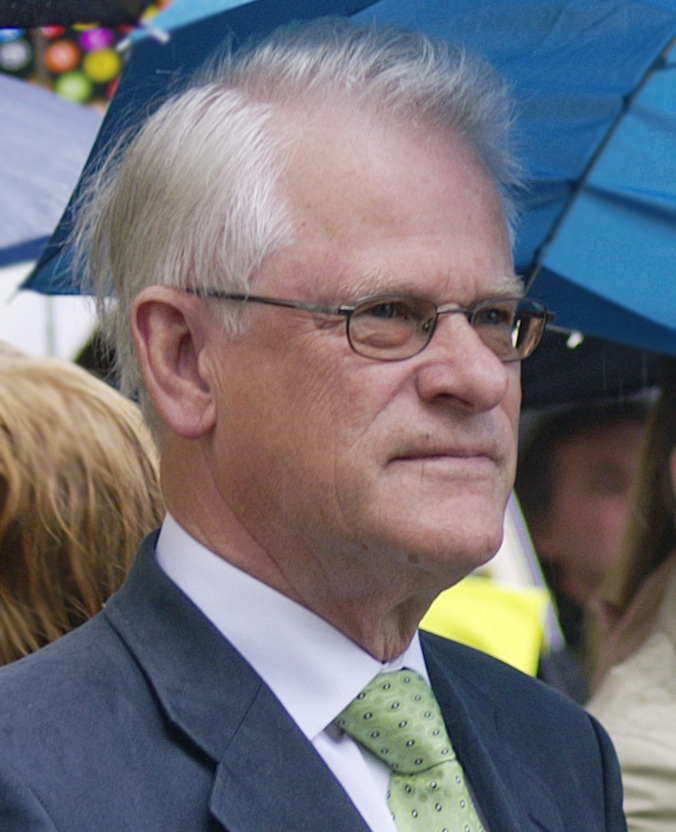
Ingvar Carlsson

- Ingvar, re semi-mitologico degli sueoni
- Ingvar il Viaggiatore, capo vichingo
- Ingvar Ambjørnsen, scrittore norvegese
- Ingvar Carlsson, politico svedese
- Ingvar Carlsson, pilota di rally svedese
- Ingvar Dalhaug, calciatore norvegese
- Ingvar Gärd, calciatore e allenatore di calcio svedese
- Ingvar Kamprad, imprenditore svedese
- Ingvar Rydell, calciatore svedese
- Ingvar Stadheim, calciatore e allenatore di calcio norvegese
- Ingvar Svahn, calciatore svedese
- Ingvar Wixell, baritono svedese

### Variante Yngvar
- Yngvar Bryn, atleta e pattinatore artistico su ghiaccio norvegese
- Yngvar Håkonsen, calciatore norvegese
- Yngvar Tørnros, calciatore norvegese